# Ruine Siegburg
Die Ruine Siegburg ist der Rest einer Spornburg auf dem 465 m ü. NHN hohen Bergsporn „Sommerhalde“ gegenüber von Sulzau über einer Neckarschleife bei dem Ortsteil Börstingen der Gemeinde Starzach im Landkreis Tübingen in Baden-Württemberg.
Die Burg wurde vermutlich Anfang des 11. Jahrhunderts von den Herren von Siegburg erbaut. 1060 wurde die Burg mit einer Pilgerreise des Berno von Siegburg erwähnt und während dieser Zeit von seinem Bruder Arnold geplündert. Wahrscheinlich ist die Burg nach dem 11. Jahrhundert verfallen. Die restlichen Steine wurden vermutlich zum Bau des nahe gelegenen Schlosses Weitenburg verwendet, von dem auch ein unterirdischer Gang zur Burg Siegburg führen sollte.
Von der ehemaligen Burganlage auf trapezförmigem 75 mal 21 bis 45 Meter großen Areal sind nur ein Mauerrest und der Burggraben erhalten.